# Campeonato Mundial de Patinação Artística no Gelo de 1898
O Campeonato Mundial de Patinação Artística no Gelo de 1898 foi a terceira edição do Campeonato Mundial de Patinação Artística no Gelo, um evento anual de patinação artística no gelo organizado pela União Internacional de Patinação (em inglês:  International Skating Union) onde os patinadores artísticos competem pelo título de campeão mundial. A competição foi disputada no dia 15 de fevereiro na cidade de Londres, Reino Unido.

## Eventos
- Individual masculino

## Medalhistas
| Evento                        | Ouro                       | Prata                  | Bronze                   |
| Individual masculino detalhes | Henning Grenander · Suécia | Gustav Hügel · Áustria | Gilbert Fuchs · Alemanha |

## Resultados

### Individual masculino
| Pos.              | Nome              | Nacionalidade | Pontos |
| ----------------- | ----------------- | ------------- | ------ |
| Medalha de ouro   | Henning Grenander | Suécia        | 10     |
| Medalha de prata  | Gustav Hügel      | Áustria       | 13     |
| Medalha de bronze | Gilbert Fuchs     | Alemanha      | 13     |
| 4                 | H. C. Holt        | Reino Unido   | 24     |

## Quadro de medalhas
| Ordem | País     | Medalha de ouro | Medalha de prata | Medalha de bronze |   | Ordem por total |
| ----- | -------- | --------------- | ---------------- | ----------------- | - | --------------- |
| 1     | Suécia   | 1               |                  |                   | 1 | 1               |
| 2     | Áustria  |                 | 1                |                   | 1 | 1               |
| 3     | Alemanha |                 |                  | 1                 | 1 | 1               |
| TOTAL | TOTAL    | 1               | 1                | 1                 | 3 | —               |